# 정갑철
정갑철(1945년 1월 5일 ~ )은 대한민국의 정치인이다. 제35·36·37대 화천군수를 역임했다.

## 역대 선거 결과
|  | 40.81% |

|  | 69.38% |

|  | 59.58% |